# Distrikt Trompeteros
Der Distrikt Trompeteros liegt in der Provinz Loreto in der Region Loreto in Nordost-Peru. Er wurde am 18. Juni 1987 gegründet. Der Distrikt besitzt eine Fläche von 12.571 km². Beim Zensus 2017 wurden 9821 Einwohner gezählt. Im Jahr 1993 lag die Einwohnerzahl bei 3807, im Jahr 2007 bei 7450. Verwaltungssitz ist die 125 m hoch am Ufer des Río Corrientes gelegene Kleinstadt Villa Trompeteros mit 2555 Einwohnern (Stand 2017). Villa Trompeteros liegt 180 km nordwestlich der Provinzhauptstadt Nauta.

## Geographische Lage
Der Distrikt Trompeteros liegt im peruanischen Amazonasgebiet im Nordwesten der Provinz Loreto. Der Distrikt erstreckt sich über das mittlere und untere Einzugsgebiet des Río Corrientes 30 km oberhalb dessen Mündung in den Río Tigre und reicht im Norden bis zur ecuadorianischen Grenze.
Der Distrikt Trompeteros grenzt im Westen an den Distrikt Andoas (Provinz Datem del Marañón), im Norden an Ecuador, im Nordosten und Osten an den Distrikt Tigre sowie im Süden an den Distrikt Urarinas. 